# ディオフォン
ディオフォン（Diophon、1921年 - 1935年）は、イギリスのサラブレッド競走馬。1923年、2歳シーズンに5つのレースに出走し、ジュライステークス、Lavant Stakes、ミドルパークステークスを含む4つのレースに勝利した。翌年の春に2000ギニーに勝利し、馬主のアーガー・ハーン3世に初のクラシック勝利をもたらした。その年それ以外の勝利はなかったが、1925年には3つのレースで勝利した。引退後は種牡馬としてある程度の成功を収めた。

## 背景
イギリスで初代ダバノン子爵が生産した「ハンサムな」栗毛の馬である。1歳のときドンカスターで競りに出品され、アーガー・ハーン3世の代理人ジョージ・ラムトンが4000ギニーで購入した。バークシャーのLambourn近くのWhatcombeでDick Dawsonにより調教された。
1919年のダービー優勝馬であるグランドパレードの初年度産駒の1頭である。母のDonettaは繁殖牝馬になる前は、ダイアデム（1000ギニー）、Dionysos (アイリッシュセントレジャー)、Diadumenos (Jubilee Handicap) などの馬と競走した丈夫な牝馬であった。

## 競走馬として

### 1923年: 2歳馬

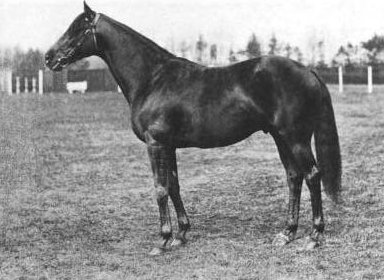
ディオフォンの父のグランドパレード

ニューマーケット競馬場でのジュライステークスでデビューし、George Hulmeが騎乗し7対1（8.0倍）のオッズでObliterate相手に勝利した。ニューマーケット競馬場のチェスターフィールドステークスでは挑戦してくる馬が一頭もおらず、単走での勝利となった。グッドウッド競馬場ではLavantステークスに勝利した。10月初めのニューマーケット競馬場のホープフルステークスでは、他の7頭より負担重量があったものの1番人気となった。しかし、Woodendに敗れ2着となり、初の敗戦を喫した。
2週間後、前走同様ニューマーケット競馬場の6ハロン戦であるミドルパークプレート（11頭立て）に出走、「悪天候の中で」、2対1（3.0倍）の本命で出走した。のちに1000ギニーに優勝するPlackに1馬身半差で勝利した。
こうしてディアフォンは翌年のイギリスのクラシックレースの有力候補とみなされるようになったが、ディオフォンの馬主であるアガ・カーン3世が所有する同世代のムムタズマハルには劣るとみなされていた。

### 1924年: 3歳馬

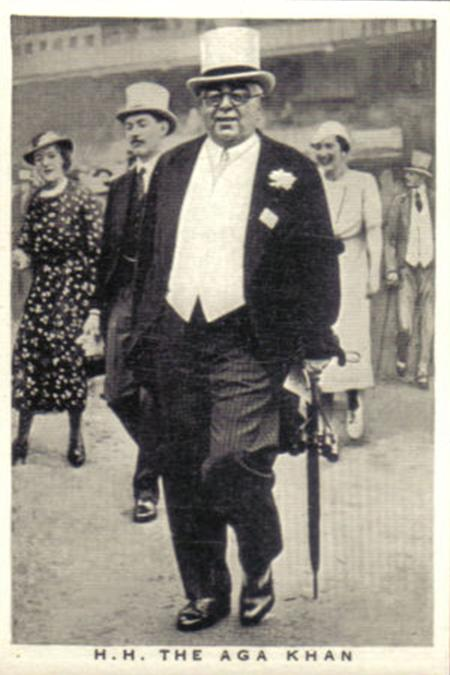
ディオフォンの馬主であるアーガー・ハーン3世

5月7日、Hulmeが騎乗し、第116回2000ギニー（ニューマーケット競馬場ロウリーマイルコース・8ハロン）に出場した。オッズは11対2（6.5倍）であった。先行集団は外ラチ沿いの馬群と内ラチ沿いの馬群に大きく分かれ、ゴールは大接戦になった。判定の結果、ディオフォンが優勝、アタマ差の2着にBright Knight、さらにクビ差でGreen Fireが3着となった。当時イギリスでは写真判定が使われておらず、観客の多くはBright Knightが先頭で入線したと信じて、判定に文句を言った。Bright Knightの騎手Frank Bullockは少なくとも1馬身以上の差をつけて勝ったと確信していたと述べた。ディオフォンの勝利は馬主と騎手の両方にとってクラシック初勝利となった。
1924年6月4日のダービーステークス当日、エプソム競馬場は大量の水分を含む馬場になった。重い馬場に対応する能力については疑問があったものの大きな人気を集めたが、勝負にならず着外に終わり、サンソヴィーノが楽勝した。ロイヤルアスコット開催（アスコット競馬場）ではリブルズデールステークス（当時は4歳以下の牡馬と牝馬を対象のレースであった）に出走しLive Wireに次ぐ2着となった。8月のグッドウッド競馬場でのサセックスステークスでは、発走地点に向うのを嫌がって、警察官が騎乗した誘導馬がディオフォンを率いることになった。直線でいったん先頭に立ったものの終盤で追い抜かれBurslemに敗北し、「競馬を嫌がっている」との憶測が出た。

### 1925年: 4歳馬
1925年5月4日、リングフィールド競馬場のスプリングステークスに出走し、勝ったサンソヴィーノからアタマ差の2着に敗れた。さらに3馬身離れた3着にはアルゼンチン産の牡馬El Caciqueが入った。6月10日のニューベリー競馬場の王室賞では140ポンド（63.5キログラム）の斤量が課せられ、逃げた馬を捉えるのに直線で苦労したが、GlommenとInvershinを下した。「Sporting Life」紙は「これほど熱心に戦う馬はいないだろう」と評し、ディオフォンの耳がほとんどの競走馬に較べて後ろ側に位置しているために、初心者にはときどき一生懸命走っていないように見えるのだ、と述べた。その後、ロイヤルアスコット開催（アスコット競馬場）のラウスメモリアルステークス（1マイル）で、「ゴール前のすごいレース」の末にCaravelからアタマ差の2着になった。7月17日にサンダウン競馬場のエクリプスステークスで13頭中PolyphontesとZamboに次ぐ3着にはいった。同月にエイントリー競馬場でAtlantic Cupに勝利し、2595ポンドの賞金を獲得した。8月にノッティンガム競馬場の10ハロンのGreat Midland Breeders' Plateを「楽勝」した。

## 評価
タイムフォーム指数に基づく競走馬のランク付けをしているJohn RandallとTony Morrisは、著書『A Century of Champions』の中で、ディオフォンは歴代2000ギニー優勝馬のなかで「下等」に位置づけている。

## 種牡馬として
4歳シーズンが終わるとレースから引退し種牡馬となった。産駒で最も良い成績を残したのは1930年の2000ギニーに勝利したダイオライトとアイリッシュオークの勝利馬のTheresinaであった。全体としては期待外れであり、ギリシャに売られ輸出された。

## 血統表
| ディオフォンの血統        | ディオフォンの血統               | ディオフォンの血統 | （血統表の出典）            | （血統表の出典） |
| 父 Grand Parade (GB) 1916 | 父の父Orby (GB) 1904             | Orme               | Ormonde                     | Ormonde          |
| 父 Grand Parade (GB) 1916 | 父の父Orby (GB) 1904             | Orme               | Angelica                    |                  |
| 父 Grand Parade (GB) 1916 | 父の父Orby (GB) 1904             | Rhoda B (USA)      | Hanover                     | Hanover          |
| 父 Grand Parade (GB) 1916 | 父の父Orby (GB) 1904             | Rhoda B (USA)      | Margerine                   |                  |
| 父 Grand Parade (GB) 1916 | 父の母Grand Geraldine (IRE) 1905 | Desmond (GB)       | St Simon                    | St Simon         |
| 父 Grand Parade (GB) 1916 | 父の母Grand Geraldine (IRE) 1905 | Desmond (GB)       | en:L'Abbesse de Jouarre     |                  |
| 父 Grand Parade (GB) 1916 | 父の母Grand Geraldine (IRE) 1905 | Grand Marnier (GB) | Friar's Balsam              | Friar's Balsam   |
| 父 Grand Parade (GB) 1916 | 父の母Grand Geraldine (IRE) 1905 | Grand Marnier (GB) | sister to Helena            |                  |
| 母 Donnetta (GB) 1900     | 母の父Donovan (GB) 1886          | Galopin            | Vedette                     | Vedette          |
| 母 Donnetta (GB) 1900     | 母の父Donovan (GB) 1886          | Galopin            | Flying Duchess              |                  |
| 母 Donnetta (GB) 1900     | 母の父Donovan (GB) 1886          | Mowerina           | Scottish Chief              | Scottish Chief   |
| 母 Donnetta (GB) 1900     | 母の父Donovan (GB) 1886          | Mowerina           | Stockings                   |                  |
| 母 Donnetta (GB) 1900     | 母の母Rinovata (GB) 1887         | Wenlock            | Lord Clifden                | Lord Clifden     |
| 母 Donnetta (GB) 1900     | 母の母Rinovata (GB) 1887         | Wenlock            | Mineral                     |                  |
| 母 Donnetta (GB) 1900     | 母の母Rinovata (GB) 1887         | Traviata           | Cremorne                    | Cremorne         |
| 母 Donnetta (GB) 1900     | 母の母Rinovata (GB) 1887         | Traviata           | The White Lady (Family 2-n) |                  |